# فرعة مقدح

تعديل مصدري - تعديل

فرعة مقدح هي إحدى قرى عزلة جيشان بمديرية جيشان التابعة لمحافظة أبين، بلغ تعداد سكانها 32 نسمة حسب تعداد اليمن لعام 2004.